# Charles Lubulwa
Charles Lubulwa est un boxeur ougandais né le 28 décembre 1964.

## Carrière
Aux Jeux olympiques d'été de 1980 à Moscou, Charles Lubulwa est éliminé au deuxième tour dans la catégorie des poids mi-mouches par le Hongrois György Gedó.
Aux Jeux olympiques d'été de 1984 à Los Angeles, il est éliminé en quarts de finale dans la catégorie des poids plumes par le Nigérian Peter Konyegwachie.
Il est médaillé d'argent aux Jeux africains de Nairobi en 1987, perdant en finale de la catégorie des poids légers contre le Kényan Patrick Waweru.
Aux Jeux olympiques d'été de 1988 à Séoul, il est éliminé au premier tour dans la catégorie des poids légers par le Nigérian Blessing Onoko.